# Corriol de Madagascar
El corriol de Madagascar (Anarhynchus thoracicus) és una espècie d'ocell de la família dels caràdrids (Charadriidae) que habita les costes del sud-oest de Madagascar i antany també les del sud-est.